# Pat Bay Air
Pat Bay Air — небольшая канадская авиакомпания со штаб-квартирой в Сидни (Британская Колумбия), выполняющая чартерные пассажирские и грузовые перевозки из терминала для гидросамолётов Виктория-Харбор, являющегося частью Международного аэропорта Виктория.
Pat Bay Air является одной из двух авиакомпаний, работающих на гидросамолётах из района Виктории.

## Маршруты
Основные направления перевозок Pat Bay Air представляют собой рейсы из Международного аэропорта Виктория (терминал для гидросамолётов) в Аэропорт Виктория Иннер-Харбор, Международный аэропорт Ванкувер, Галф-Айлендс, Ковичан-Бей и другие районы острова Ванкувер. Компания также предоставляет услуги по организации экскурсионных маршрутов из Ковичан-Бей и Патрисия-Бей.

## Флот
- de Havilland Canada DHC-2 Beaver
- Cessna 172
- Cessna 185

## Галерея

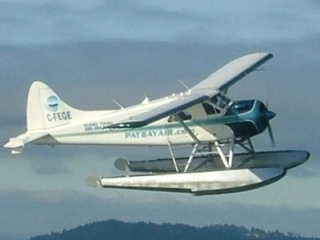
de Havilland Canada Beaver авиакомпании Pat Bay Air
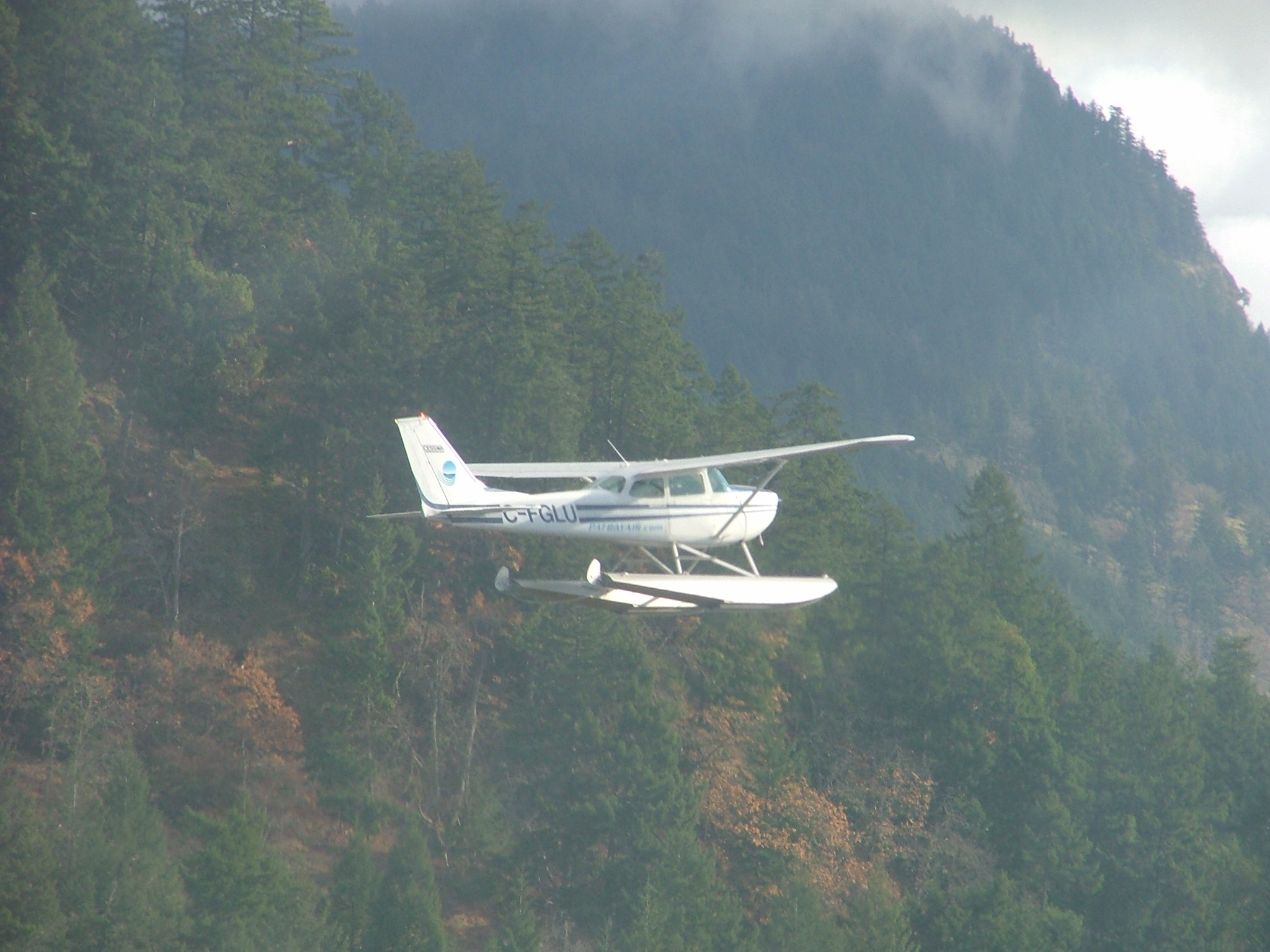
Cessna 172 Pat Bay Air
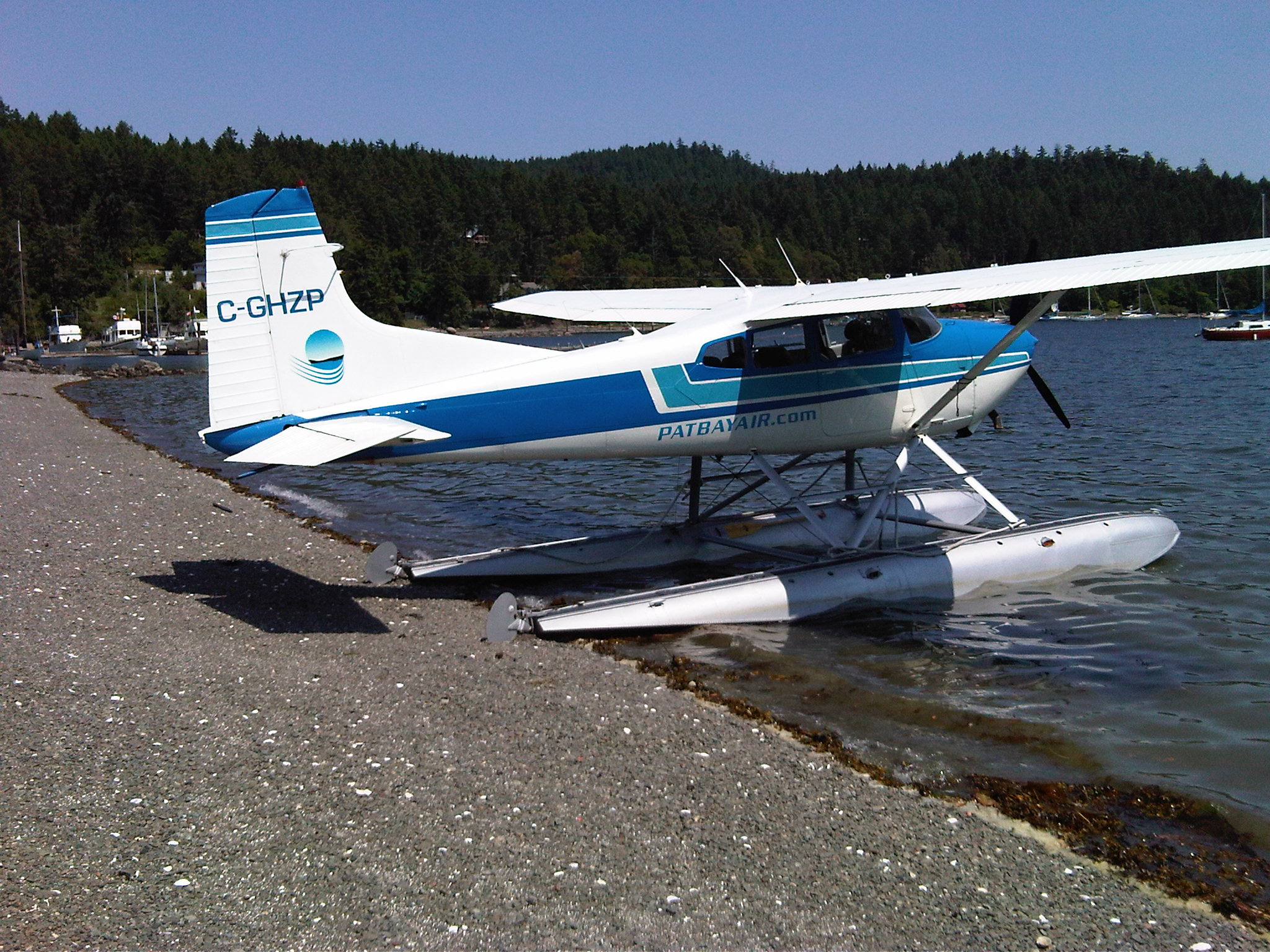
Cessna 185 Pat Bay Air